# Christine Mboma
Christine Mboma (født 22. maj 2003) er en namibisk atlet.
Hun repræsenterede Namibia under sommer-OL 2020 i Tokyo, hvor hun vandt sølv på 200 meter.